# Зенько Микола Миколайович
Микола Миколайович Зенько (біл. Мікалай Мікалаевіч Зянько; нар. 11 березня 1989, Орша, Вітебська область, Білоруська РСР) — білоруський футболіст, нападник клубу «Орша».

## Клубна кар'єра
Вихованець футбольного клубу «Мінськ», який з 2007 року проходив до основного складу, віддавався в оренди.
У 2011 році закріпився в основному складі «Мінська», а сезон 2012 року провів в оренді в могильовському «Дніпрі», допоміг клубу перемогти у Першій лізі.
У січні 2013 року перейшов до «Дніпра» на постійній основі, але при цьому втратив місце в основному складі і зазвичай лише з'являвся на заміну. У липні того ж року почав з'являтися у стартовому складі, але пізніше знову опинився на лаві запасних.
У лютому 2014 року підписав контракт із «Слуцьком». У складі слуцького клубу спочатку був основним нападником, але потім перемістився на позицію атакувального півзахисника. У січні 2015 року продовжив контракт із «Слуцьком». У січні 2016 року контракт розірвали за взаємною згодою.
У лютому 2016 року підписав контракт із мікашевицьким «Гранітом». У липні 2016 року через фінансові проблеми покинув мікашевицький клуб, а в серпні підписав контракт із молдовським клубом «Мілсамі».
У серпні 2017 року повернувся до Білорусі, став гравцем мозирської «Славії». Проте закріпитися в основному складі йому не вдалося, провів лише п’ять матчів, а також виступав за дубль. За підсумками сезону 2017 року «Славія» втратила місце у Вищій лізі, і незабаром Зенько залишив мозирський клуб.
У лютому 2018 року тренувався з мінським «Торпедо», але згодом перейшов до «Істіклолу» з Душанбе, у складі якого став володарем Суперкубку Таджикистану (2 березня 2018, 3:2 проти «Худжанда»), відзначився голом та визнаний найкращим гравцем матчу.
Влітку 2018 року повернувся до Білорусі, підписав контракт із «Городеєю», за яку встиг провести 5 матчів, виходив переважно на заміну. по завершенні сезону залишив клуб.
На початку 2019 року проходив перегляд у «Білшині», але в березні перейшов до «Ліди», підписав контракт із клубом першої ліги до кінця сезону. Був основним гравцем команди, став найкращим бомбардиром лідмнського клубу в сезоні 2019 року, відзначився 10-ма забитими м'ячами.
У січні 2020 року тренувався із «Крумкачами», а наступного року став гравцем столичного клубу, де найчастіше виходив на заміну. У липні 2020 року залишив клуб і перейшов до «Сморгоні», з 6-ма голами став найкращим бомбардиром команди.
На початку 2021 року перейшов до «Орші».

## Кар'єра в збірній
Провів по одному матчу за молодіжну збірну Білорусі та за олімпійську збірну Білорусі.

## Статистика виступів
| Сезон    | Дивізіон | Клуб                  | Країна      | Матчі | Голи |
| -------- | -------- | --------------------- | ----------- | ----- | ---- |
| 2006     | Д3       | «Зміна»               | Білорусь    | 23    | 0    |
| 2007     | Д1       | «Мінськ»              | Білорусь    | 2     | 0    |
| 2008     | Д2       | «Мінськ»              | Білорусь    | 15    | 0    |
| 2009 (1) | Д2       | «Ведрич-97»           | Білорусь    | 13    | 7    |
| 2009 (2) | Д2       | «Білшина»             | Білорусь    | 9     | 1    |
| 2010     | Д1       | «Мінськ»              | Білорусь    | 5     | 0    |
| 2011     | Д1       | «Мінськ»              | Білорусь    | 23    | 1    |
| 2012     | Д2       | «Дніпро» (Могильов)   | Білорусь    | 26    | 11   |
| 2013     | Д1       | «Дніпро» (Могильов)   | Білорусь    | 12    | 1    |
| 2014     | Д1       | «Слуцьк»              | Білорусь    | 31    | 5    |
| 2015     | Д1       | «Слуцьк»              | Білорусь    | 18    | 0    |
| 2016     | Д1       | «Граніт» (Мікашевичі) | Білорусь    | 11    | 0    |
| 2016/17  | Д1       | «Мілсамі»             | Молдова     | 20    | 4    |
| 2017     | Д1       | «Славія-Мозир»        | Білорусь    | 5     | 0    |
| 2018     | Д1       | «Істіклол» (Душанбе)  | Таджикистан | 8     | 2    |
| 2018     | Д1       | «Городея»             | Білорусь    | 5     | 0    |
| 2019     | Д2       | «Ліда»                | Білорусь    | 27    | 10   |
| 2020 (1) | Д2       | «Крумкачи» (Мінськ)   | Білорусь    | 9     | 1    |
| 2020 (2) | Д2       | «Сморгонь»            | Білорусь    | 14    | 6    |

## Досягнення
- Перша ліга Білорусі
  -  Чемпіон (3): 2008, 2009, 2012
- Білоруська футбольна вища ліга
  -  Бронзовий призер (1): 2010
- Національний дивізіон Молдови
  -  Бронзовий призер (1): 2016/17
- Суперкубок Таджикистану
  -  Володар (1): 2018

## Громадянська позиція
Після жорстокого придушення акцій протесту, спричиненого масовими фальсифікаціями на президентських виборах 2020 року, побиттям й катуваннями затриманих демонстрантів, він та ще 92 білоруські футболісти засудили насильство в Білорусі.